# Adenopeltis serrata
Adenopeltis serrata là một loài thực vật có hoa trong họ Đại kích. Loài này được (W.T.Aiton) I.M.Johnst. mô tả khoa học đầu tiên năm 1923. Loài này phân bố ở Chile, gặp ở Concepción.